# 锡雷莱马雷耶
锡雷莱马雷耶（法語：Cirey-lès-Mareilles，法語發音：[siʁɛ lɛ maʁɛj]，意为“马雷耶附近的锡雷”）是法国上马恩省的一个市镇，位于该省中部，属于肖蒙区。

## 地理
锡雷莱马雷耶（48°11'56"N, 5°17'5"E）面积14.59 平方千米，位于法国大東部大區上马恩省，该省份为法国东北部内陆省份，北起马恩省和默兹省，西接奥布省，西南接科多尔省，东南接上索恩省，东临孚日省。
与锡雷莱马雷耶接壤的市镇（或旧市镇、城区）包括：马雷耶、昂德洛-布朗什维尔、罗尼翁河畔布尔东、尚特赖讷。

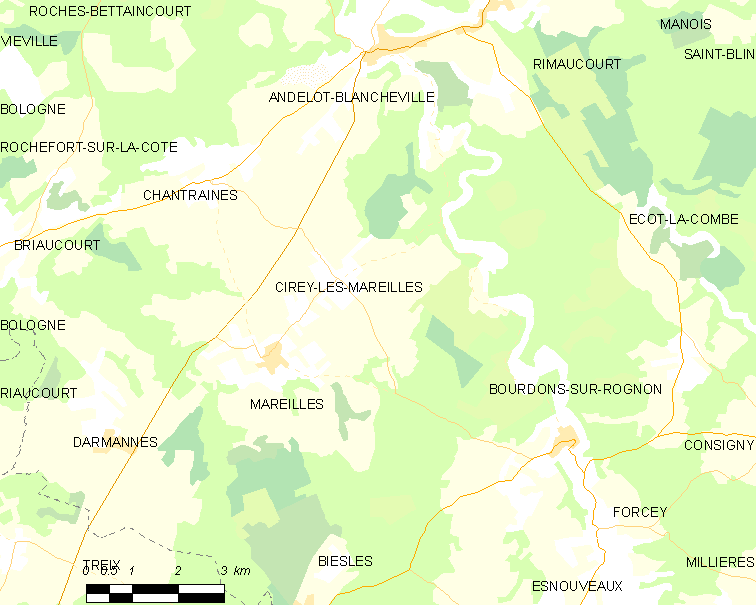
锡雷莱马雷耶的OSM定位图

锡雷莱马雷耶的时区为UTC+01:00、UTC+02:00（夏令时）。

## 行政
锡雷莱马雷耶的邮政编码为52700，INSEE市镇编码为52128。

## 政治
锡雷莱马雷耶所属的省级选区为博洛涅县。

## 人口

1962-2008年间锡雷莱马雷耶人口变化图示

锡雷莱马雷耶于2022年1月1日时的人口数量为152人。